# Гайны, Пршемысл
Пршемысл Гайны (чеш. Přemysl Hainý; 18 декабря 1925, Прага — 25 октября 1993) — чехословацкий хоккеист, защитник, выступавший за команду «ЛТЦ Прага» и национальную сборную Чехословакии. Чемпион мира и Европы 1947 и 1949 годов, серебряный призёр зимних Олимпийских игр в Санкт-Морице.

## Биография
Пршемысл Гайны родился 18 декабря 1925 года в Праге.
Начал карьеру хоккеиста в 1943 году, в команде «Славия Прага»,  в 1946 году перешёл в славный клуб «ЛТЦ Прага», с которым 3 раза подряд становился чемпионом Чехословацкой хоккейной лиги. В 1949 году перебрался в другой пражский клуб, АТК, в составе которого также выиграл чехословацкий чемпионат в первом же сезоне.
С 1947 по 1949 год Гайны выступал за национальную сборную Чехословакии по хоккею. В 1948 году он стал серебряным призёром зимних Олимпийских играх в Санкт-Морице. В 1947 и 1949 годах выигрывал чемпионат мира и Европы. Всего за сборную Чехословакии провёл 27 игр, забил 7 голов.
Гайны в составе чехословацкой сборной должен был защищать выигранный чемпионский титул на чемпионате мира 1950 года в Великобритании, однако после решения правительства практически в последний момент не принимать в нём участия (причиной этого явился отказ в британской визе репортёрам чехословацкого радио) большая часть членов сборной была арестована прямо в ресторане, где они собрались обсудить это событие и, по утверждению следствия вели антиправительственные разговоры и выкрикивали антикоммунистические лозунги.
Пршемысла Гайны, вместе с ещё 10 хоккеистами сборной Чехословакии, арестовали и приговорили к 1 году лишения свободы. В 1951 году он вышел на свободу и продолжил хоккейную карьеру. Играл за команды «Кладно», «Татра Смихов», «Рузыне Прага», завершил карьеру в 1962 году.
После окончания игровой карьеры тренировал команды «Рузыне Прага», «Спарта Прага», «Серветт Женева», «Ден Хааг», «Олимпия Любляна». В 1976 году тренировал сборную Югославии на Олимпиаде в Инсбруке.
Умер 25 октября 1993 года, в возрасте 67 лет.

## Достижения
- 2-кратный чемпион мира (1947 и 1949)
- 3-кратный чемпион Европы (1947—1949)
- Серебряный призёр Олимпийских игр (1948)
- 5-кратный чемпион Чехословакии (1947—1950, 1959)
- 3-кратный победитель Кубка Шпенглера (1946—1948)